# La casa muda
La casa muda es una película uruguaya de terror del 2010 dirigida por Gustavo Hernández. La cinta está inspirada en un hecho real ocurrido en los años cuarenta. Ha tenido un gran éxito en los importantes festivales alrededor del mundo, como es el caso del Festival de Cannes del 2010 (donde participó en la Quincena del Realizador), el Festival de Sitges del 2010, Fantasy Film Fest, Melbourne Film Festival, Festival del Río, Festival del Nuevo Cinema, Fright Fest, Leeds International Film Festival, Stockholm International Film Festival, Gerardmer Film Festival y el Festival Internacional del Nuevo Cine Latinoamericano de La Habana, donde logró una mención de la Opera Prima. Fue vendida a más de los 30 países a lo largo del planeta y a la cadena del HBO para toda la América.
En el Festival de Sundance del 2011, se presentó la remake estadounidense, realizado por Chris Kentis y Laura Lau llamado Silent House, protagonizado por Elizabeth Olsen.
La casa muda es la primera película de terror filmada en una sola toma y la primera de este género grabada enteramente en Uruguay, además de haber sido filmada con una cámara de fotos Canon EOS 5D Mark II. También, luego de pocas semanas en el cartel, la película fue una de las más vistas en Buenos Aires, ciudad en donde se estrenó, con más de 50000 espectadores.

## Sinopsis
Laura (Florencia Colucci) y su padre Wilson (Gustavo Alonso) se internan en una lejana casona del campo para reacondicionarla, ya que su dueño Néstor (Abel Tripaldi), muy pronto la pondrá a la venta. Ellos pasarán la noche allí, para comenzar los trabajos al día siguiente. Todo transcurre con normalidad hasta que Laura escucha un sonido que proviene de afuera y se intensifica en el piso superior de la casona. Wilson sube a inspeccionar mientras ella se queda sola abajo a la espera de su padre. Basada en una historia real ocurrida en un pequeño poblado de Uruguay, La casa muda centra su relato en los últimos setenta y ocho minutos, segundo por segundo, en los cuales Laura intentará salir con vida de una casa que encierra un oscuro secreto.

## Producción
Basada en hechos reales ocurridos en Uruguay en 1944, el director Gustavo Hernández filmó en el estilo de la "cámara en mano" (como REC y Actividad paranormal) en tan solo cuatro días, utilizando una cámara Canon EOS 5D Mark II de alta definición de los tiempos del ciclo. Aunque parece que la formación de la película fue en un único plano secuencia, donde la atención se centra exclusivamente en Florencia Colucci, en realidad es posible verla en un mínimo de los dos a 78 minutos del tiempo total: 56 minutos y uno de los últimos 22. Pedro Luque, a cargo de la fotografía, ha sido especialmente apreciado por su habilidad en la fabricación de los cuatro días del rodaje sin parar, jugando con los ángulos para dar a la película una imagen innovadora para el género en el que caen.

## Estreno
La casa muda se estrenó en los cines uruguayos el 4 de marzo de 2011. Al igual que en Francia en la proyección de más de las 60 salas francesas el 16 de marzo de 2011. También se estrenó con inusitado éxito en salas comerciales de Argentina, Estados Unidos, Brasil, Inglaterra, Bolivia, Chile, Perú y México.

### Distribución
La casa muda fue lanzada en el circuito del cine en Uruguay en marzo del 2011.
El 16 de mayo de 2010 fue presentada en la 63.ª edición del Festival de Cine de Cannes en la sección de la Quincena del Realizador.

## Reparto
- Florencia Colucci como Laura
- Abel Tripaldi como Néstor
- Gustavo Alonso como Wilson
- María Salazar como la niña

## Estrenos
| País                               | Fecha              | Motivo                                                  |
| ---------------------------------- | ------------------ | ------------------------------------------------------- |
| Bandera de Francia                 | mayo de 2010       | Festival de Cannes                                      |
| Bandera de Brasil                  | julio de 2010      | Festival De Cine Latino Americano                       |
| Bandera de Australia               | julio de 2010      | Melbourne Film Festival                                 |
| Bandera de Perú                    | agosto de 2010     | Encuentro Latinoamericano de Cine                       |
| Bandera de Alemania                | agosto de 2010     | Fantasy Film Fest                                       |
| Bandera de Grecia                  | septiembre de 2010 | Athens International Film Festival                      |
| Bandera de España                  | octubre de 2010    | Festival Internacional de Cinema Fantástic de Catalunya |
| Bandera de Canadá                  | octubre de 2010    | Festival du Nouveau Cinema                              |
| Bandera de Ecuador                 | octubre de 2010    | Festival de Cine Cero Latitud                           |
| Bandera de Rusia                   | octubre de 2010    | 2 in 1 Festival of Contemporary Cinema                  |
| Bandera de Inglaterra              | octubre de 2010    | Fright Fest                                             |
| Bandera de Eslovenia               | noviembre de 2010  | Ljubljana Film Festival                                 |
| Bandera de Suecia                  | noviembre de 2010  | Stockholm International Film Festival                   |
| Bandera de Croacia                 | noviembre de 2010  | One Take Film Festival                                  |
| Bandera de Gales                   | noviembre de 2010  | Abertoir Horror Festival                                |
| Bandera de Estonia                 | diciembre de 2010  | Tallinn Black Nights Film Festival                      |
| Bandera de Cuba                    | diciembre de 2010  | Festival Internacional del Nuevo Cine Latinoamericano   |
| Bandera de la India                | diciembre de 2010  | International Film Festival of Kerala                   |
| Bandera de Argentina               | enero de 2011      | Salas comerciales                                       |
| Bandera de Irlanda                 | febrero de 2011    | Jameson Dublin International Film Festival              |
| Bandera de Japón                   | marzo de 2011      | Lanzamiento en DVD                                      |
| Bandera de Nueva Zelanda           | marzo de 2011      | Lanzamiento en DVD                                      |
| Bandera de Uruguay                 | marzo de 2011      | Salas comerciales                                       |
| Bandera de México                  | marzo de 2011      | Salas comerciales                                       |
| Bandera de República Checa         | marzo de 2011      | International Film Festival Prague                      |
| Bandera de Turquía                 | abril de 2011      | International Istambul Film Festival                    |
| Bandera de Corea del Sur           | abril de 2011      | Lanzamiento en DVD                                      |
| Bandera de Chile                   | abril de 2011      | Cine Terror Valdivia                                    |
| Bandera de los Países Bajos        | abril de 2011      | Amsterdam Fantastic Film Festival                       |
| Bandera de Estados Unidos          | mayo de 2011       | Salas comerciales                                       |
| Bandera de Taiwán                  | mayo de 2011       | Lanzamiento en DVD                                      |
| Bandera de Puerto Rico             | julio de 2011      | Encuentro de Jóvenes Realizadores Latinoamericanos      |
| Bandera de la República Dominicana | agosto de 2011     | Festival de Cine Internacional Fine Arts                |
| Bandera de Bolivia                 | septiembre de 2011 | Salas comerciales                                       |
| Bandera de Austria                 | octubre de 2011    | Viennale                                                |
| Bandera de Israel                  | octubre de 2011    | Haifa International Film Festival                       |

## Recepción

### Crítica
La casa muda obtuvo buenos resultados en términos de la crítica, por valor del Festival de Cannes del 2010, pero también siguió recibiendo críticas mixtas. 
El portal del cine brasileño de Cinema em Cena juzgó a la película como "una especia de mezcla entre El Proyecto de la Bruja de Blair y El arca rusa, el panorama se retrata como "impecable" y muestra el resultado de Luque a la "suficiente competencia técnica para llevar a cabo incluso algunos bastidores que se centran en varias ocasiones, que, dada al ya enorme número de los movimientos que tenían que preparar, es algo extraordinario". 
Las críticas sobre la música, compuesta por Hernán González, hablan del buen trabajo y el gran aporte de la banda sonora a la película. "Ya te das cuenta que es algo notable en los primeros minutos por la música. El uso del sonido es esencial para el cine... Pero acá ves desde el primer momento lo que es tener una banda de sonido espléndida". Crítica realizada por "Sokon", en su propio blog.
En "Escribiendo Cine", Ezequiel Obregon prefiere destacar la banda sonora. "El mayor atractivo de 'La casa muda' reside en el tiempo real desde donde la historia está contada. Y las herramientas más interesantes no son las 'novedosas virtudes' que auto-proclama, sino el trabajo minucioso sobre la banda sonora". 
Según Alex Billington del First Showing, este es "un éxito técnico y la visión como ningún otro, increíble de ver, porque era increíble que Hernández y su equipo podía hacer algo por el estilo". La imagen es muy apreciada, y elogió el trabajo realizado por el cineasta Pedro Luque.
Frédéric Boyer, director de la Quincena de Realizadores de Cannes, presentó a la película de la siguiente manera: "Con La Casa Muda, realizaron un film único e increíble, horrorífico y a la vez poético, una manera original de dirigir y de jugar con el miedo, como la música, la película tiene un humor muy creativo". 
El examen realizado por el sitio de la película en MyMovies describe el trabajo de Hernández como "una película de base que sin duda no pretende reescribir el género, pero se complace en recomendar el dispositivo de la asistencia técnica y narrativa".

## Premios y honores
La casa muda fue nominada en tres categorías en los Premios Iris. En las categorías Mejor película, Mejor actriz y Mejor director. El 4 de junio de 2012 La casa muda ganó 2 categorías como Mejor Película y Mejor actriz (por Florencia Colucci).
| Año  | Premio       | Categoría      | Nominado          | Resultado | Fuente            |
| ---- | ------------ | -------------- | ----------------- | --------- | ----------------- |
| 2012 | Premios Iris | Mejor película | La casa muda      | Ganadores | [ 3 ] [ 4 ] [ 5 ] |
| 2012 | Premios Iris | Mejor actriz   | Florencia Colucci | Ganadora  | [ 3 ] [ 4 ] [ 5 ] |
| 2012 | Premios Iris | Mejor director | Gustavo Hernández | Nominado  | [ 3 ] [ 4 ] [ 5 ] |